# Daniel Sigonius

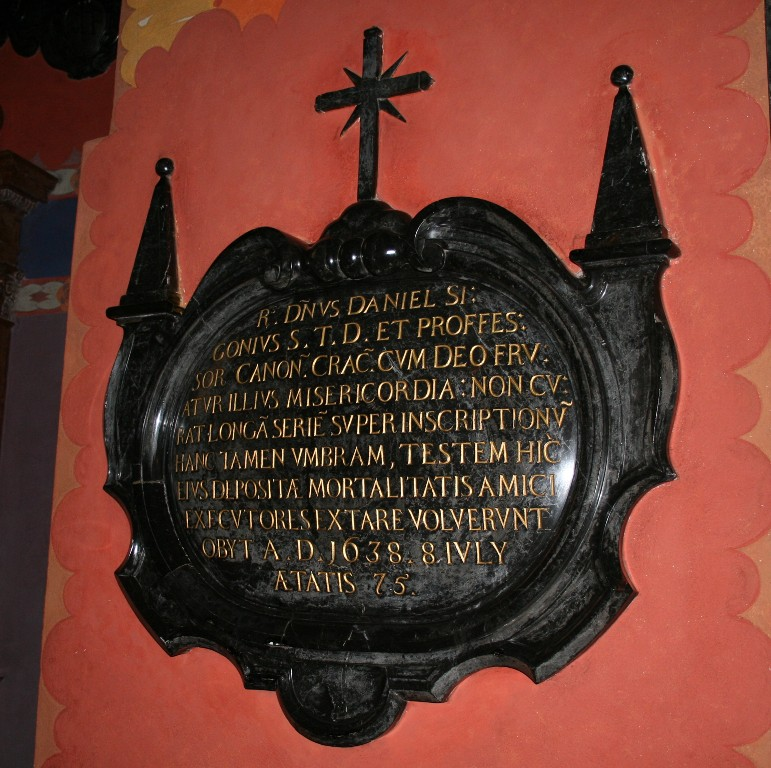
Epitafium Daniela Sigoniusa w Katedrze wawelskiej

Daniel Sigonius (ur. w 1563 w Lelowie, zm. 8 lipca 1638 w Krakowie) – ksiądz, dziekan dekanatu lelowskiego - profesor teologii. Trzykrotny rektor Akademii Krakowskiej w latach: 1626–1627, 1628–1630, 1638.
Pochodził z rodziny mieszczańskiej. Uczęszczał od szkoły przyklasztornej u Bożogrobców w Miechowie. W 1583 rozpoczął studia w Akademii Krakowskiej. W 1588 po uzyskaniu tytułu mistrza sztuk wyzwolonych objął kierownictwo szkoły parafialnej przy Kościele św. Floriana w Krakowie. W latach 1590–1595 był seniorem Bursy Filozofów. Święcenia kapłańskie przyjął 25 marca 1599 oraz objął parafię w Lelowie. 6 września 1599 otrzymał kanonię przy Kościele św. Anny w Krakowie. W 1604 podjął studia teologiczne w 1615 otrzymał kanonię przy Kościele św. Jerzego na Wawelu. 30 września 1618 otrzymał licencjat z teologii stając się pełnoprawnym profesorem Wydziału Teologicznego.  W latach 1624–1625 pełnił urząd prokuratora Akademii Krakowskiej. 5 września 1628 został doktorem teologii. W latach 1628–1635 był kustoszem skarbca uniwersyteckiego gromadził równocześnie bogate prebendy i godności kościelne. Pochowany w podziemiach Kaplica Szafrańców, której był altarysta w katedrze na Wawelu.